# Dezize-lès-Maranges
Dezize-lès-Maranges ist eine französische Gemeinde mit 164 Einwohnern (Stand 1. Januar 2022) im Département Saône-et-Loire in der Region Bourgogne-Franche-Comté. Sie hat eine Fläche von 5,1 km² und liegt im Süden der Côte de Beaune auf einer Höhe zwischen 270 und 520 m Höhe über dem Meeresspiegel. Der Ort ist ca. 19 km von Beaune entfernt. Wegen seiner Weine ist Dezize-lès-Maranges sehr bekannt.

## Weinbau
im Weinbaugebiet Dezize-lès-Maranges wird überwiegend Rotwein erzeugt. Die Gemeinde Dezize-lès-Maranges teilt sich seit 1989 ihre Appellation mit den Schwestergemeinden Cheilly-lès-Maranges und Sampigny-lès-Maranges. Alle drei liegen am Weinberg Les Maranges mit den Premiers Crus Fussière, Croix Moines, Crus Clos de la Boutière, Clos de la Fussière, Clos Roussots, Clos des Loyères und Clos des Rois. Der hier angebaute Pinot noir wird mit geringen Anteilen der Traubensorten Pinot Liébault und Pinot gris gekeltert. Während der Ort bis zum 23. Mai 1989 eine eigene Appellation besaß, werden die Weine heute unter der gemeinsamen Appellation Maranges Contrôllée geführt, sie können aber auch als Côte de Beaune oder Côte de Beaune-Villages verkauft werden.
Die Dolmen von Cul Blanc liegen nahe Dezize-lès-Maranges.